# Piamonte (Cauca)
Piamonte es un municipio colombiano ubicado en el departamento del Cauca, en la región denominada la Bota Caucana.
Piamonte fue creado en 1996, segregado del municipio de Santa Rosa, del cual era un corregimiento. Sus habitantes son colonos provenientes de diversas regiones del interior de Colombia que se han establecido allí en migraciones sucesivas atraídas por la bonanza de la quina en los años 1930, desplazados por la violencia en las décadas de 1950 y 1960 y finalmente por la fiebre del petróleo. Hay además miembros de la comunidad indígena Inga.

## Historia
El municipio de Piamonte nació el 5 de septiembre de 1996 con la firma del acta de acuerdo sellada por los dirigentes de la Baja Bota Caucana, las entidades del Gobierno y la compañía petrolera Argossy Energy International y fue reconocido jurídicamente como entidad territorial de la división político administrativa de Colombia  mediante la ordenanza 024 del 18 de noviembre de 1996. Esto se dio debido a los paros de 1994 y 1996, motivados por el abandono total del gobierno central, y más puntualmente porque las regalías petroleras se centraban en el departamento y el municipio de Santa Rosa (Cauca) del cual se segregó el municipio de Piamonte, y la inversión era muy escasa en la Baja Bota Caucana, lo que condujo a la firma de dos actas de acuerdo.

## Características del municipio
Este municipio cuenta con las siguientes características.
Extensión total: 1148.8 km²
Extensión área urbana: 178,8 km²
Extensión área rural: 970 km²
Altitud de la cabecera municipal (metros sobre el nivel del mar): 310 m s. n. m.
Temperatura media: 25.3 °C

## Símbolos Municipales
La bandera del municipio de Piamonte fue elaborada por Pedro Felipe Daza Pérez.
El escudo del municipio de Piamonte fue elaborado por Gildardo Pastrana Lozada.
El Himno del Municipio de Piamonte:
```
  Letra:  del maestro Gildardo Pastrana Lozada
  Música: del maestro Luis Carlos Aguirre 
  Voz:    del maestro Miguel Eudoro Ortega
```

## División Político-Administrativa
Además de su Cabecera municipal. Piamonte tiene bajo su jurisdicción los siguientes Centros poblados:
- El Remanso
- Las Palmeras
- Miraflor
- Nápoles
- Yapurá

## Descripción física

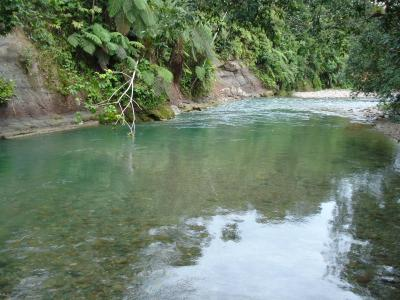
Piscina natural del amor

El municipio de Piamonte se encuentra ubicado al Sur Occidente del País en el Departamento del Cauca sobre la zona de la Baja Bota Caucana. La cabecera Municipal se localiza a 01° 07’ 3”.4 latitud norte y 76° 19’ 11”.9 de longitud oeste (Coordenadas planas: 614.970 m norte y 1’084.920 m este, con origen Chocó). Cuenta con un área calculada con base en el perímetro municipal actual de 1148.8 km², limitando al norte con el Departamento del Huila y el municipio de Santa Rosa en el Departamento del Cauca; al Oriente con el Departamento del Caquetá con los municipios de Belén de los Andaquíes y San José del Fragua y por el Occidente con el municipio de Santa Rosa y el Río Caquetá (departamento del Putumayo) y sur con el Departamento del Putumayo.
Climáticamente se encuentra entre los pisos térmicos de cálido húmedo y templado húmedo; según la clasificación de zonas de vida de Leslie E. Holdridge la región está localizada en una zona de vida de bosque muy húmedo tropical (bmh-T); posee alturas entre los 300 m.s.n.m y los 2500 m.s.n.m; la precipitación anual está entre 4000 a 4500 mm/año, la temperatura en las zonas altas alcanza 16 °C y la parte baja oscila entre 22.2 a 25.3 °C (Proyecto Churumbelos, CORPOAMAZONIA 2002). La humedad relativa aproximada es del 80% (Geoambiental LTDA, 1997).
El municipio cuenta con 5 tipos de relieve: Plano, hasta 0.3% de pendiente, Ondulado hasta 3%, Quebrado hasta 25%, Escarpado hasta 50% y de alta montaña con pendientes que superan el 50 %; el principal accidente geográfico lo constituye La Serranía de los Churumbelos,  que comprende la zona norte del municipio y transcurre en dirección nororiental.
Dentro del municipio de Piamonte, se pueden diferenciar claramente 5 subregiones,  el Piedemonte,  la zona de terrazas antiguas del río Caquetá, la región centro, la del río Fragua y la baja Bota, donde las tres primeras establecen un corredor de intercambio socioeconómico con el departamento del Putumayo y las dos últimas con el departamento del Caquetá.
En Piamonte la distribución de la población es eminentemente rural, con un 92.4.6%, por lo tanto parte de su economía está sustentada en las actividades agrícolas y ganaderas. La estructura económica está compuesta por actividades del sector primario, en particular por la agricultura,  la explotación forestal, la ganadería, la pesca, la minería “principalmente de oro” y en los últimos años la petrolera.
El sistema agrícola, implementado como un modelo económico de subsistencia alimentario,  está representado por cultivos tradicionales como: yuca, plátano, maíz, chontaduro y frutales típicos de la amazonía como el araza,  borojó, uva caimaron entre otros. La producción pecuaria, que representa igualmente un modelo de subsistencia, está representada principalmente en la actividad ganadera de tipo extensivo y en menor grado la cría de aves de corral.
Los principales canales de comercialización se presentan en doble vía con los poblados vecinos de Villagarzón y Mocoa en el departamento del Putumayo y con Curillo, San José del Fragua, y Belén de los Andaquíes en el departamento del Caquetá. La baja producción está asociada a varios factores socioeconómicos, culturales y fisiográficos, entre los que podemos resaltar la falta de tecnologías adecuadas, bajos niveles educativos, suelos inapropiados para actividades agrícolas y ganaderas, patrón de doblamiento ligado a modelos extractivistas, deterioro de la biodiversidad,  conflictos sociales ligados a los cultivos de coca y a los actores del conflicto armado. 
El municipio de Piamonte posee importantes áreas con cobertura boscosa, recursos faunísticos que marcan una diversidad biológica que lo hacen estratégico.  La serranía de los Churumbelos es quizá el patrimonio natural más importante de esta región, por lo que es prioritaria su protección. Del mismo modo se tiene un número importante de fuentes de agua superficial, entre las cuales se pueden destacar las s cuencas de los ríos Caquetá y Fragua, las subcuencas del tambor, Inchiyaco, Guayuyaco, Congor y sus microcuencas. En la actualidad existen más de 50.000 ha de bosque primario y más de 70 cuerpos de agua con un caudal superior a los 1m/sg  (1000 lps).

## Clima
Piamonte tiene una temperatura promedio de 26 ℃ y una humedad relativa del 80%, debido a su ubicación entre la Amazonía y los Andes.

## Ecología
En la región de la Bota Caucana (Piamonte y Santa Rosa), no existen estaciones climatológicas que permitan tipificar un modelo climático local, esta clasificación debe hacerse por tal razón, con base en información regional.  En la Región que comprende el medio Putumayo, la Bota Caucana y la zona occidental del Caquetá, existen aproximadamente 75 estaciones, aunque son pocas las que poseen la instrumentación adecuada y con un manejo de la información con las condiciones de calidad exigidas para establecer modelos climáticos con Aplicación local. Las anteriores son razones suficientes para establecer criterios de selección de algunas estaciones que permitan sugerir algunas acciones para generar un modelo climático regional.

## Límites
Limitando al norte con el Departamento del Huila y el municipio de Santa Rosa en el Departamento del Cauca; al Oriente con el Departamento del Caquetá con los municipios de Belén de los Andaquíes y San José del Fragua y por el Occidente con el municipio de Santa Rosa y el Río Caquetá (departamento del Putumayo) y sur con el Departamento del Putumayo.

## Vías de comunicación
Terrestres:
Desde el norte con el Departamento del Huila y el municipio de Santa Rosa en el Departamento del Cauca; Desde el Oriente con el Departamento del Caquetá con los municipios de Belén de los Andaquíes y San José del Fragua, Desde el Occidente con el municipio de Santa Rosa y el Río Caquetá (departamento del Putumayo) y desde el Sur con el Departamento del Putumayo.
Es de resaltar que estas vías se encuentran clasificadas en terciarias y presentan un deterioro gradual.

## Economía
Los principales canales de comercialización se presentan en doble vía con los poblados vecinos de Villagarzón y Mocoa en el departamento del Putumayo y con Curillo, San José del Fragua, y Belén de los Andaquíes en el departamento del Caquetá.

## Sitios de interés
El Parque nacional natural Serranía de los Churumbelos Auka-Wasi en la región montañosa del municipio.